# Organização não governamental

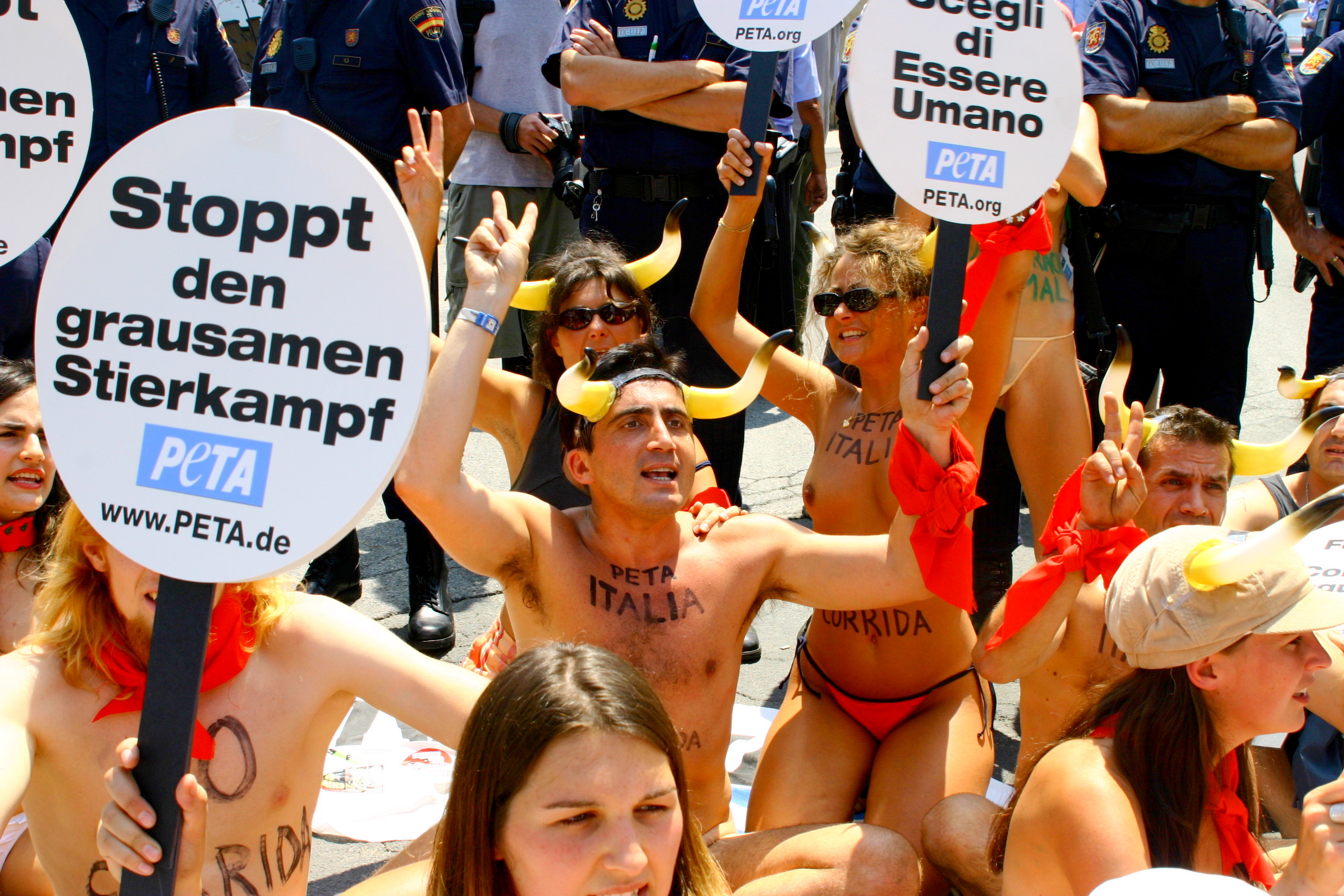
Protesto feito pela ONG Pessoas pelo Tratamento Ético dos Animais na Espanha contra as touradas

As Organizações não Governamentais (ONGs) são organizações sem fins lucrativos, constituídas formalmente e autonomamente, caracterizadas por ações de solidariedade no campo das políticas públicas e pelo legítimo exercício de pressões políticas em proveito de populações excluídas das condições da cidadania. Sua ascensão histórica está ligada à crise fiscal do Estado e ao desenvolvimento da sociedade civil no sentido de uma cidadania ativa. Porém, seu conceito não é pacífico na doutrina, existindo muitas divergências. Fazem parte do chamado setor terciário, o setor de serviços e comércio. No entanto, algumas teses o definem como parte do setor quinário, o setor sem fins lucrativos.
Todavia, isso requer, ainda, um estudo político e sociológico mais profundo, principalmente no que diz respeito à regulamentação e representatividade de instituições políticas (partidos, agremiações) e sociais (clubes e agremiações sociais), e também às suas responsabilidades atuais perante a lei e as determinações constitucionais.[carece de fontes?] Essas organizações podem complementar o trabalho do Estado, podendo receber financiamentos e doações dele, assim como de entidades privadas, para tal fim. Atualmente, estudiosos têm defendido o uso da terminologia "organizações da sociedade civil" para designar tais instituições.
É importante ressaltar que, no Brasil, o termo "ONG" não tem valor jurídico, sendo que a qualificação de OSCIP (ou as antigas "entidades de utilidade pública") é o reconhecimento oficial e legal mais próximo do que se entende por ONG.
No Brasil, três figuras jurídicas correspondentes no novo Código Civil Brasileiro compõem o terceiro setor: associações, fundações e organizações religiosas (que foram, recentemente, consideradas como uma terceira categoria). Elas também cumprem a função de combater as reminiscências do totalitarismo.
Entidades como o ActivistFacts dedicam-se a rastrear fontes de financiamento de ONGs, investigar suas agendas e, divulgá-las para o público.

## No Brasil
Esses espaços organizacionais do Terceiro setor (ou do quinto setor) situados entre a esfera pública e a privada, identificados por alguns autores como públicos não estatais, cumprem papel relevante para a sociedade. Na verdade, é preciso constatar que o surgimento dessas organizações sem fins lucrativos, que têm como objetivo o desenvolvimento de atividades de interesse público, deu-se pelo motivo da não eficiência por parte do poder público em atender as necessidades da sociedade. Há de se ressaltar que esses espaços organizacionais constituem importantes alternativas de sistematizar a sociedade como um todo, promovendo ações sociais, culturais, assistenciais etc. Betinho define as organizações não governamentais da seguinte forma:
| “ | Uma ONG define-se por sua vocação política, por sua positividade política: uma entidade sem fins de lucro cujo objetivo fundamental é desenvolver uma sociedade democrática, isto é, uma sociedade fundada nos valores da democracia – liberdade, igualdade, diversidade, participação e solidariedade. (...) As ONGs são comitês da cidadania e surgiram para ajudar a construir a sociedade democrática com que todos sonham.[carece de fontes?] | ” |

Quando operam com recursos públicos, estão sujeitas ao controle externo da administração pública, exercido pelo Poder Legislativo, com o auxílio do Tribunal de Contas, e com fiscalização regular feita pelo Ministério Público. As Organizações Sociais e Organizações da sociedade civil de interesse público devem cumprir um contrato com exigências governamentais para continuarem recebendo financiamento público.
Segundo o Instituto Brasileiro de Geografia e Estatística, em 2005 estavam registradas 338 mil fundações privadas e associações sem fins lucrativos, que empregavam 1,7 milhão de pessoas em todo o país, com salários médios mensais de 1 094,44 reais. O tempo médio de existência dessas instituições era de 12,3 anos e a Região sudeste do Brasil abrigava 42,4% delas. Essas instituições são, em geral, de pequeno porte, e 79,5% (268,9 mil) delas não possuem sequer um empregado formalizado. A grande maioria não possui espaço físico para realizar as obras que promete.
Anualmente, o Instituto Doar, O Mundo Que Queremos e Rede Filantropia, em parceria com a Fundação Getúlio Vargas,
premia as melhores ONGs do Brasil. Em fevereiro de 2020, o jornal O Imparcial listou várias ONGs para se tornar voluntário.

### Áreas de atuação
Em sua grande maioria, as ONGs tentam suprir as demandas da população em áreas de competência legal do Estado mas em que este não consegue atuar de forma eficiente. Segundo a Associação Brasileira de Organizações Não Governamentais (ABONG), em 1998, as áreas de atuação das ONGs entrevistadas eram:
| ÁREA TEMÁTICA                               | N.º de ONGs | %     | Ref   |
| 1. Educação e/ou Profissionalização         | 121         | 65,76 | [ 1 ] |
| 2. Saúde/DST-Aids                           | 73          | 39,67 | [ 1 ] |
| 3. Criança e/ou Adolescente                 | 89          | 48,37 | [ 1 ] |
| 4. Agrária/Agrícola                         | 47          | 25,54 | [ 1 ] |
| 5. Ambiental/Ecológica                      | 63          | 34,27 | [ 1 ] |
| 6. Desenvolvimento Regional/Local           | 38          | 20,65 | [ 1 ] |
| 7. Organização Popular/Participação Popular | 12          | 60,87 | [ 1 ] |
| 8. Direitos Humanos                         | 87          | 47,28 | [ 1 ] |
| 9. Povos Indígenas                          | 13          | 7,07  | [ 1 ] |
| 10. Racismo/Negros                          | 24          | 13,04 | [ 1 ] |
| 11. Relação de Gênero/Mulher                | 104         | 56,52 | [ 1 ] |
| 12. Arte e Cultura                          | 45          | 24,46 | [ 1 ] |
| 13. Trabalho e Renda                        | 71          | 38,59 | [ 1 ] |
| 14. Comunicação                             | 44          | 23,91 | [ 1 ] |
| 15. Questões Urbanas                        | 52          | 28,26 | [ 1 ] |
| 16. Justiça e Segurança Pública             | 28          | 15,22 | [ 1 ] |
| 17. Direitos do Consumidor                  | 1           | 0,54  | [ 1 ] |
| 18. Políticas Públicas                      | 13          | 7,07  | [ 1 ] |
| 19. Relações Internacionais                 | 3           | 1,63  | [ 1 ] |
| 20. Desenvolvimento Institucional           | 2           | 1,09  | [ 1 ] |
| 21. Cidadania/Democracia                    | 5           | 2,72  | [ 1 ] |
| 22. Tecnologia                              | 3           | 1,63  | [ 1 ] |
| 23. Segurança Alimentar                     | 3           | 1,63  | [ 1 ] |
| 24. Migrantes                               | 3           | 1,63  | [ 1 ] |
| 25. População de Rua                        | 3           | 1,63  | [ 1 ] |
| 26. Ecumenismo                              | 4           | 2,17  | [ 1 ] |

## ONGs e mídia
As ONGs desempenham um papel crescente na cobertura de notícias. Conforme os orçamentos das redações jornalísticas encolhem, as organizações não governamentais moldam as notícias, tanto indireta quanto diretamente. Esse relacionamento beneficia as ONGs, ampliando sua presença na grande imprensa, promovendo conscientização e transmitindo sua causa.
Pesquisas recentes examinaram os processos pelos quais as ONGs solicitam a cobertura de notícias. Em Getting into living rooms: NGO media relations work as strategic practice [Entrando nas salas de estar: trabalho de assessoria de comunicação no terceiro setor como prática estratégica, em tradução livre], Ruth Moon destaca duas estratégias das ONGs para alcançar seus objetivos: complacência e barganha''.
Segundo Moon, a complacência é uma estratégia ativa em que uma organização escolhe aderir a alguns valores notícia (como proximidade, atualidade e proeminência). Como exemplos, a autora cita a construção de boas relações com jornalistas de modo a se tornar uma fonte confiável, a publicação de pesquisas sobre temas relevantes para a ONG, a associação com celebridades e a promoção de eventos.

Já a barganha é “uma forma específica de compromisso em que uma organização tenta convencer uma parte externa a atender algumas de suas demandas ou expectativas”. Na pesquisa de Moon, a barganha ficou mais evidente na promoção de viagens estrategicamente organizadas. Segundo a autora, nessas situações, os repórteres ainda têm algo que a ONG quer - uma voz confiável para aumentar a conscientização sobre uma questão ou alavancar o perfil da organização - e a liberdade de produzir conteúdo para esse efeito ou não, mas a equipe da ONG tem maior poder de orientar a cobertura jornalística por meio de seleções de fontes e locais.